# Rhizopus

Sporangium des Brotschimmels im Mikroskop bei etwa 150x Vergrößerung

Rhizopus ist eine Gattung der Schimmelpilze in der Ordnung der Mucorales. Einige Arten werden vor allem in Fernost zur Fermentation von Lebensmitteln (z. B. Tempeh) verwendet, andere sind gefürchtete Pflanzenpathogene.

## Beschreibung
Rhizopus-Kulturen bilden einen spinnwebenartigen Pilzrasen mit flachen Ausläufern. An den Stellen, an denen Rhizoidhyphen im Substrat verankert sind, stehen die dicht büscheligen, unverzweigten, bräunlichen und bis 3 Millimeter langen Sporangienträger.
Die Sporangien sind weißlich bis schwarz und rundlich mit einem Durchmesser zwischen 150 und 350 Mikrometer. Die Columella ist rundlich und verjüngt sich mit deutlicher Apophyse zu den Trägern hin.
Die Sporen sind mehr oder weniger oval, zwischen 10 und 15 Mikrometer lang sowie 6 bis 8,5 Mikrometer breit.

## Verbreitung
Rhizopus-Arten finden sich auf faulenden Pflanzenteilen und im Erdboden. Die Sporen sind in der Luft häufig und verbreiten sich schnell. Insbesondere Rhizopus nigricans befällt häufig Lebensmittel.
In Deutschland sind nur vier Arten verbreitet, dafür aber sehr häufig. In den Tropen finden sich viele andere Arten.

## Systematik
Die Gattung Rhizopus steht in der Ordnung der Mucorales, dort wurde sie in die Familie der Mucoraceae gestellt. Eng verwandte Gattungen sind Absidia, Apophysomyces, Mucor und Rhizomucor.
Nach morphologischen Gesichtspunkten lässt sich die Gattung in drei Gruppen einteilen, eine molekularbiologische Untersuchung aus dem Jahr 2006 bestätigte diese drei Gruppen im Wesentlichen. Dies sind:
- die oryzae-Gruppe, mit:
  - Rhizopus oryzae
  - Rhizopus rouxii
- die microsporus-Gruppe, mit:
  - Rhizopus microsporus - Erreger der Reiskeimlingsfäule
  - Rhizopus azygosporus
  - Rhizopus homothallicus
  - Rhizopus caespitosus
- und die stolonifer-Gruppe, mit:
  - Rhizopus stolonifer - Gemeiner Brotschimmel
  - Rhizopus sexualis.

Die Position von vielen anderen Arten, wie Rhizopus schipperae, Rhizopus nigricans und anderen,  ist noch umstritten.